# Ina-Yoko Teutenberg
Ina-Yoko Teutenberg (ur. 28 października 1974 w Düsseldorfie) – niemiecka kolarka szosowa i torowa, dwukrotna medalistka szosowych mistrzostw świata.

## Kariera
Pierwsze sukcesy w karierze Ina-Yoko Teutenberg osiągnęła w 1990 roku, kiedy zdobyła złote medale w wyścigu ze startu wspólnego podczas szosowych mistrzostw świata juniorów oraz w wyścigu punktowym podczas torowych mistrzostw świata juniorów. Pierwszy medal w kategorii elite zdobyła jednak dopiero na szosowych mistrzostwach świata w Kopenhadze w 2011 roku, gdzie była trzecia w wyścigu ze startu wspólnego. W zawodach tych wyprzedziły ją jedynie Włoszka Giorgia Bronzini oraz Holenderka Marianne Vos. Na rozgrywanych rok później mistrzostwach świata w Valkeburgu w barwach zespołu Team Specialized–lululemon wywalczyła złoty medal w drużynowej jeździe na czas. W sezonie 2006 zajęła drugie miejsce w klasyfikacji generalnej Pucharu Świata, przegrywając tylko Nicole Cooke z Wielkiej Brytanii. Na podium klasyfikacji PŚ stanęła także w sezonie 2007, kiedy była trzecia, za Vos i Cooke. W 2000 roku wystartowała w wyścigu ze startu wspólnego na igrzyskach olimpijskich w Sydney, ale nie ukończyła rywalizacji. Brała także udział w igrzyskach w Londynie w 2012 roku, zajmując czwarte miejsce w tej samej konkurencji. W walce o podium lepsza okazała się Rosjanka Olga Zabielinska. Teutenberg wygrywała też między innymi chiński Tour of Chongming Island w latach 2010 i 2011, holenderski Ronde van Gelderland w latach 2009 i 2011 oraz Rotterdam Tour w latach 2005 i 2006.
Jej bracia, Lars i Sven również są kolarzami.